# Nguyễn Trung Cang
Nguyễn Trung Cang (1947 - 1985) là một nhạc sĩ nhạc trẻ tại Sài Gòn trước năm 1975. Anh là thành viên ban Phượng Hoàng.

## Cuộc đời
Nguyễn Trung Cang sinh năm 1947 tại Long Thành, Biên Hòa.
Năm 1971, anh cùng với Lê Hựu Hà lập ra ban nhạc trẻ nổi tiếng Phượng Hoàng, với ca sĩ chính là Elvis Phương.
Anh là một trong những nhạc sĩ tiên phong trong phong trào nhạc trẻ đầu thập niên 70.
Những sáng tác nổi tiếng của Nguyễn Trung Cang là "Thương nhau ngày mưa", "Bước tình hồng", "Mặt trời đen"...
Anh qua đời tại nhà riêng trong cư xá cạnh chùa Xá Lợi vì thiếu dinh dưỡng, cơ thể quá yếu, không có thuốc hít vào phổi trong lúc bị bệnh suyễn.,

## Tác phẩm

### Trước 1975
- Bài ca ngông
- Biệt thu
- Buồn mà chi (lời Việt)
- Bước tình hồng
- Còn nhìn nhau hôm nay
- Dạ khúc
- Dáng xưa Đà Lạt
- Đêm dài
- Đưa em vào luân vũ
- Đưa nhau đến miền đất hứa
- Giấc mơ qua
- Gửi theo mây trời
- Hương thừa
- Kho tàng của chúng ta
- Kiếp du ca
- Lời điều trần
- Lời nào muốn nói
- Mặt trời đen
- Một giấc mơ
- Nắng hạ
- Ngày nắng lên
- Oẳn tù tì
- Phím ngà
- Sống cho qua hôm nay
- Thoáng mơ
- Thương nhau ngày mưa
- Tình ca hồng
- Xin một bóng mát bên đường

### Sau 75
- Bâng khuâng chiều nội trú (1981)

Chỉ được trình diễn sau này khi anh mất, Tuấn Ngọc trình diễn đầu tiên.
- Còn yêu em mãi

Là ca khúc dành cho người vợ yêu quý. Lời đầu tiên lúc còn ở nhà, một năm sau ông mới hoàn tất phần lời 2 trong tù. Bà Thái Xuân, Giám đốc trung tâm Diễm xưa mua bản quyền cho Vũ Khanh hát, tiền bản quyền được trao tận tay mẹ Nguyễn Trung Cang.